# Talorg III
Talorg mac Wid ou Uuid roi des Pictes de 641 à 653.
Frère et successeur de Brude mac Wid et petit-fils de Nechtan nepos Uerb.
Il règne 12 ans selon la "Chronique Picte" sa mort est mentionnée dans les Annales d'Ulster:
- 653 "Mort de Ferith mac Totholan (?) et de Talorg mac Foith roi des Pictes".

## Sources
- (en) J.P.M. Calise, Pictish Sourcebook, Documents of Medieval Legend and Dark Age History, Londres, Greenwood Press, 2002 (ISBN 0313322953), p. 254 Talorc f. Uuid (Talorc IV, Talorg son of Foth) Pictish king 641-653
- (en) William Arthur Cumming, The Age of the Picts, Stroud, Sutton Publishing, 1998 (ISBN 0750916087).
- (en) W.F. Skene Chronicles Of The Picts,Chronicles Of The Scots, And Other Early Memorials Of Scottish History. H.M General Register House Edinburgh (1867) Reprint par Kessinger Publishings's (2007)  (ISBN 1432551051).
- (en) Alfred P. Smyth, Warlords and Holy Men Scotland ad 80~1000, Edinburgh, Edinburgh University Press, 1984, 279 p. (ISBN 0748601007), p. 51,64.